# Christian Dietrich Grabbe
Christian Dietrich Grabbe (Detmold, 11 de diciembre de 1801 - Íbid., 12 de septiembre de 1836) fue un autor teatral alemán fuertemente influenciado por Shakespeare y el Sturm und Drang, conocido especialmente por su obra Don Juan und Faust (Don Juan y Fausto, 1829), en que hace aparecer en escena a estos dos caracteres, presentándolos como prototipos, respectivamente, del hombre meridional y el hombre nórdico: será una de las aportaciones al mito de lo fáustico, que tendrá una cierta importancia para el nacionalismo alemán.

## Obras
- Herzog Theodor von Gothland. Tragodia, finalizada en 1822. Estreno en Viena en 1892.
- Scherz, Satire, Ironie und tiefere Bedeutung. Comedia, escrita en 1822, con modificaciones hasta 1827. Estreno en München en 1907.
- Nannette und Maria . Melodrama, escrito en 1823, estreno en Kettwig en 1914.
- Marius und Sulla. Fragmento de un drama, escrito 1823-1827. Estreno en Detmold en 1936.
- Über die Shakespearo-Manie. Ensayo de crítica teatral, escrito en 1827.
- Don Juan und Faust. Tragedia, finalizada en 1828. Estreno en Detmold en 1829.
- Kaiser Friedrich Barbarossa. Drama, primera parte del ciclo de los Hohenstaufen, terminada en 1829. Estreno en Schwerin en 1875.
- Kaiser Heinrich VI.. Drama, segunda parte del ciclo de los Hohenstaufen, terminada en 1829. Estreno en Schwerin en 1875.
- Napoleon oder Die hundert Tage. Drama, finalizado en 1831. Estreno en Fráncfort del Meno 1895.
- Kosciuzko. Fragmento de un drama, de 1835. Estreno en Gelsenkirchen en 1941.
- Aschenbrödel. Comedia, 1ª versión finalizada en 1829, 2ª versión, 1835. Estreno en Detmold en 1937.
- Hannibal. Tragedia, finalizada en 1835. Estreno en München en 1918.
- Der Cid. Fragmento de un libreto para una ópera de Norbert Burgmüller, escrito en 1835. No se ha representado.
- Die Hermannsschlacht. Drama, escrito en 1835-1836. Estreno en Detmold en 1936.